# KS-100/130
Il KS-100 è un cannone antiaereo pesante sovietico del dopoguerra, ideato per affiancare e poi sostituire le armi da 85 mm del periodo bellico. 
Esso è un'arma potente, con una cadenza di fuoco di 15 colpi al minuto, 15 km di gittata AA e addirittura 21 km contro bersagli di superficie. I suoi proiettili sono capaci di perforare, nei modelli AP, 185 mm di acciaio balistico a 1000 metri. 
Ha avuto un ampio impiego, assieme alle armi da 85 mm e 57 mm, nel Vietnam; in seguito è stato via via sostituito dai missili come gli SA-2, con maggiori probabilità di colpire il bersaglio, nonostante l'utilità del tiro dei cannoni come armi di sbarramento. Nel 1972 almeno 13 B-52 vennero abbattuti da SA-2 contro nessun abbattimento da parte dai KS-100; questo restava un cannone AA molto temuto dai piloti USA, anche se spesso più come arma capace di danneggiare che di distruggere. 
Assieme al KS-100, alcuni Paesi socialisti schieravano anche il KS-130, da 130 mm, sviluppato in contrapposizione al cannone USA da 120 mm. Esso era un'arma potente, ma più grossa e meno diffusa del precedente KS-100. Le sue prestazioni devono essere state spettacolari, ma i veloci aviogetti attuali sono troppo difficili da abbattere per tali armi a bassa cadenza di tiro.